# Rodney Nuckey
Rodney Nuckey,  britanski dirkač Formule 1, * 26. junij 1929, Wood Green, London, Anglija, Združeno kraljestvo, † 29. junij 2000, Manila, Filipini.
Rodney Nuckey je pokojni britanski dirkač Formule 1. V svoji karieri je nastopil le na dirki za Veliko nagrado Nemčije v sezoni 1953, kjer je z dirkalnikom Cooper T23 zasedel enajsto mesto, in na domači dirki za Veliko nagrado Velike Britanije v sezoni 1954, kjer zaradi okvare dirkalnika ni uspel štartati. Umrl je leta 2000 na Filipinih.

## Popolni rezultati Formule 1
(legenda) (odebeljene dirke pomenijo najboljši štartni položaj, poševne pa najhitrejši krog, †-uvrščen kljub odstopu)
| Leto | Moštvo          | Šasija     | Motor              | 1   | 2   | 3   | 4   | 5      | 6   | 7      | 8   | 9   | Prv | Toč |
| ---- | --------------- | ---------- | ------------------ | --- | --- | --- | --- | ------ | --- | ------ | --- | --- | --- | --- |
| 1953 | Rodney Nuckey   | Cooper T23 | Bristol Straight-6 | ARG | 500 | NIZ | BEL | FRA    | VB  | NEM 11 | ŠVI | ITA | -   | 0   |
| 1954 | Ecurie Richmond | Cooper T23 | Bristol Straight-6 | ARG | 500 | BEL | FRA | VB DNS | NEM | ŠVI    | ITA | ŠPA | -   | 0   |